# Die Kreuzritter – The Crusaders
Die Kreuzritter – The Crusaders ist eine zweiteilige Miniserie aus dem Jahr 2001, die unter der Regie von Dominique Othenin-Girard von den Kreuzzügen unter Papst Urban II. erzählt.

## Handlung
Die beiden Freunde Martin und Andreas wachsen in einem kleinen Dorf im Fürstentum Tarent beinahe wie Brüder auf. Doch als Martin sich in die schöne Maria verliebt, muss er den Zorn des Dorfrüpels Sebastian (eines Bediensteten eines Edelmannes) fürchten.
Um dem Zorn zu entgehen und auch um Abenteuer zu bestehen, beschließt Martin dem Aufruf des Papstes Folge zu leisten, und zieht nach Palästina in den Krieg; Richard (der Sohn eines Adeligen) und Andreas gehen mit ihm.
Vor der Abreise ins Heilige Land müssen die drei Freunde eine harte Ausbildung zu Soldaten hinter sich bringen, die von einem Wikinger durchgeführt wird. Im Laufe ihres Aufenthaltes im Heiligen Land müssen sie erkennen, dass der Krieg sinnlos ist und dass die Juden und Moslems das Land ebenso beanspruchen können wie die Christen.
Nach der Plünderung einer nur von Juden bewohnten Stadt lernen sie die Jüdin Rahel kennen, in die sich Andreas und Martin gleichermaßen verlieben. Aus den Freunden werden Feinde, zwischen denen ein Krieg im Krieg ausbricht und am Ende die Freundschaft zerbricht.

## Kritiken
„Aufwändiger, schauprächtig ausgestatteter Fernseh-Historien- und Abenteuerfilm, der die Kreuzzüge nicht als eine Glaubensangelegenheit, sondern als machtpolitische Maßnahme darstellt. Dabei fühlt er sich freilich stets sentimentalen Zuschauer-Sehgewohnheiten verpflichtet, was zu Verwässerungen führt. Auch darstellerisch nicht sonderlich überzeugend.“

## Historische Unplausibilitäten
Der Film beinhaltet viele Unplausibilitäten, wie beispielsweise:
- die Existenz einer rein jüdischen Stadt, welche über eine Stadtmauer und eigene Wachmannschaften verfügt und versehentlich von einem Kreuzfahrerkontingent niedergebrannt wird
- Angriffstruppen, die ohne Waffen die Sturmleitern hinaufsteigen
- Stadttore, die splittern, ohne dass Rammböcke oder ähnliches von Seiten der Angreifer verwendet werden